# Liste der Naturdenkmale in Duderstadt
Die Liste der Naturdenkmale in Duderstadt nennt die Naturdenkmale in Duderstadt im Landkreis Göttingen in Niedersachsen.

## Naturdenkmale
| Bild            | Bezeichnung                  | Ort, Lage                                       | Beschreibung | Schutzzweck                                    | Nummer     |
| --------------- | ---------------------------- | ----------------------------------------------- | --- | ---------------------------------------------- | ---------- |
| Fotos hochladen | Stieleiche am Kriegerdenkmal | Breitenberg (51° 32′ 38,3″ N, 10° 17′ 8,8″ O)   | Stieleiche mit schirmartiger Krone an exponierten Standort | Eigenart, Schönheit, heimatkundliche Bedeutung | NDGÖ140101 |
| BW              | Linde                        | Brochthausen (51° 32′ 56,9″ N, 10° 21′ 22″ O)   | um 1830 gepflanzte Winterlinde auf der Anhöhe westlich Brochthausen                                                                                               | Seltenheit und Schönheit                       | NDGÖ140201 |
| BW              | Eiche                        | Brochthausen (51° 33′ 12,1″ N, 10° 21′ 46″ O)   | über 250 Jahre alte Stieleiche im Norden von Brochthausen | Seltenheit und Eigenart                        | NDGÖ140202 |
| BW              | Esche Gut Herbigshagen       | Duderstadt (51° 31′ 25,2″ N, 10° 18′ 43,9″ O)   | Großer, auffallender, freistehender Baum | Eigenart und Schönheit                         | NDGÖ140401 |
| Fotos hochladen | 2 Stieleichen                | Duderstadt (51° 30′ 49,7″ N, 10° 16′ 12,1″ O)   | noch nicht ausgewachsen, jedoch als Zweiergruppe sehr ortsbildprägend                                                                                             | Seltenheit und Schönheit                       | NDGÖ140402 |
| BW              | Linde (Der Hohe Baum)        | Esplingerode (51° 32′ 19,8″ N, 10° 11′ 21,1″ O) | Die um 1840 gepflanzte Winterlinde auf dem Püttenberg war ein markanter Orientierungspunkt in der Esplingeröder Feldflur. Der Baum ist im Sommer 2014 umgestürzt. | Eigenart, heimatkundliche Bedeutung.           | NDGÖ140501 |
| BW              | 3 Linden                     | Gerblingerode (51° 29′ 31,2″ N, 10° 15′ 46″ O)  | Winterlinden auf dem Friedhof im Süden von Gerblingerode | Seltenheit und Schönheit                       | NDGÖ140701 |